# Pic dels Tres Senyors
El Pic dels Tres Senyors (Pic dels Tres Senhors en occità, Pic des Trois Seigneurs en francès) és un massís que es troba al Pirineu Occità, a la comarca històrica del Coserà i actualment al departament francès de l'Arieja. El punt culminant, el Pic pròpiament dit, de 2199 metres, és la divisòria d'aigües dels rius Arac (que vessa cap al Massatès), Corbèra (que vessa vers Ravat i Tarascon) i Vicdessòs. Segons la llegenda el nom prové precisament dels tres senyors d'aquestes tres valls, que es trobaven periòdicament al cim de la muntanya per tal de parlar sobre els drets de les diferents senyories. Tot i ser un cim d'alçada modesta, com que resta apartat de la cadena axial pirinenca (encara que geològicament parlant es pot considerar un massís axial), gaudeix d'una vista extraordinària del vessant nord pirinenc, que abraça des de les muntanyes cerdanes, andorranes, el massís de la Pica d'Estats, el circ de Cagatelha i el Pic de Certascan, el Pic de Montroig, fins al massís del Mont Valièr, el cim més emblemàtic del Coserà, anomenat sovint lo Sènhor del Cosèran.

## Geologia
Esquistos i llicorelles, materials propis del Pirineu axial. Per l'activitat glacial que ha erosionat la llicorella dels fons de les valls, en aquests fons apareixen granits fortament modelats per l'acció glacial.

## Clima i vegetació
Típicament pirinenc i d'influència atlàntica, per tant plujós i humit i amb importants nevades a l'hivern, fins i tot a les cotes més baixes. Aquest clima humit i fred dona lloc a boscos força madurs, rouredes, fagedes i alguna avetosa. A partir dels 1500 metres aproximadament els boscos donen lloc a les pastures, un dels pilars de l'economia tradicional del lloc, com ho testimonien les construccions ancestrals dels pastors, els orris, amb bells exemples a Gotets i als Planhòls, a la capçalera de la Vall de l'Arac, accessibles des del petit llogaret de Lo Carol. Des del segle xvii s'hi extreia carbó que era venut als ferreters catalans. Es troba dins del perímetre del Parc Natural Regional dels Pirineus Ariejans.